# Лоаре (департамент)
Лоарѐ (на френски: Loiret) е департамент в регион Център-Вал дьо Лоар, Северна Франция. Образуван е през 1790 г. от централните и източни части на провинция Орлеане и получава името на река Лоаре. Площта му е 6775 km², а населението – 674 984 души (2016). Административен център е град Орлеан.